# Усова, Галина Сергеевна
Галина Сергеевна Усова (22 мая 1931, Ленинград — 18 мая 2020, Санкт-Петербург) — советский и российский переводчик, поэтесса, прозаик. Переводила на русский язык английских писателей и поэтов А. Кристи, Дж. Толкина, Дж. Байрона, Р. Киплинга и У. Вордсворта.

## Биография
Родилась в Гомеле. В младенческом возрасте привезена в Ленинград. Покидала Ленинград надолго два раза — в 1941—1944 гг. (эвакуация; Молотов) и в 1954—1956 гг. (работа по распределению; Карелия).
В детстве и юности жила на Выборгской стороне. Училась в школе № 94 Выборгского района, которая тогда располагалась в доме В. А. Пашкова.
В 1954 году окончила с отличием филологический факультет Ленинградского государственного университета (отделение английского языка и литературы). В числе университетских преподавателей Галины Усовой были известные учёные-филологи Виктор Мануйлов, Нина Дьяконова, Евгений Наумов, Дмитрий Максимов, Георгий Макогоненко. Занималась в ЛИТО (литературном объединении) ЛГУ. Соучениками по ЛИТО были будущие литераторы Василий Бетаки, Владимир Алексеев, Александр Крестинский, Вольт Суслов, Олег Шестинский, Владимир Торопыгин, Майя Борисова, Юрий Голубенский, Феликс Нафтульев, будущий кинорежиссёр Игорь Масленников. Руководил ЛИТО поэт Леонид Хаустов.
С 1954 по 1956 годы преподавала английский язык в средней школе города Лахденпохья (тогда Карело-Финская ССР). «Каждый город и посёлок я отыскала на подробной карте Карелии в Большой советской энциклопедии и убедилась, что Лахденпохья из всех имевшихся точек ближе всего расположен к моему родному городу».
В конце 1950-х несколько лет проработала в Ленинградском текстильном институте лаборантом кафедры иностранных языков.
В 1950—1980-х гг. работала учителем английского языка в школах Ленинграда.
Стихи начала писать с семи лет (первое стихотворение — «Зима, зима на улице / Бежит скорее курица…»), переводить поэзию с английского — с шестнадцати (перевод песни Роберта Бёрнса"В горах моё сердце"). Первое стихотворение, опубликованное в 1955 году, называлось «Колхозная правда». Это было сатирическое произведение о местной бане, где работала Усова. После публикации у властей сразу нашлись средства на строительство новой бани, чем автор гордилась всю жизнь.
В 1956 году, вернувшись в Ленинград после распределения, Усова познакомилась с Е. Г. Эткиндом, который одобрил поэтические переводы и направил юного переводчика на семинар Т. Г. Гнедич, который существовал при Ленинградском отделении Союза писателей СССР. Вместе с Усовой семинар посещали ленинградские переводчики Василий Бетаки, Георгий Бен, Владимир Васильев.
В 1957 году Галина Усова увлеклась австралийской поэзией. В 1959 году в журнале «На рубеже» опубликована повесть «Первые шаги». А в 1960 году — сборник стихов негритянского американского поэта Ленгстона Хьюза, явившийся коллективным литературным проектом семинара Т. Гнедич. В 1974 году, заинтересовавшись фантастикой, начала также посещать семинар Бориса Стругацкого. В 1983 году принята в Союз писателей СССР.
Стала широко известна в Интернете в 2010-е годы благодаря тому, что периодически выходила к станции метро «Политехническая» в Санкт-Петербурге продавать книги со своими стихами и переводами. Часть из них она издала за свой счёт, «не потому что я гонюсь за какой-то прибылью, если переводчик переводит ради прибыли, он ничего не переведёт, а потому что за свою жизнь я проделала немалую работу, я просто не хочу, чтоб она пропала».
Всего Галина Усова имела 264 публикации. Руководила семинаром молодых переводчиков.
Умерла 18 мая 2020 года в Санкт-Петербурге. Похоронена 24 мая 2020 года.
Урна с прахом – в колумбарии Санкт-Петербургского крематория.

## Воспоминания о современниках
В автобиографическом сборнике повестей и рассказов «Повесть о первой ненависти» вспоминает работу в Лахденпохье с педагогом Павлом Корганом (учителя физики Павел Оскарович из повести «Дно залива» и Оскар Георгиевич из рассказа «„Декамерон“ в Берёзовке») и детским поэтом Аркадием Марковым (детский поэт Пётр Васильевич, участник ЛИТО при районной газете «Вперёд» из повести «Дно залива»), встречу в Петрозаводске с поэтом Борисом Шмидтом (поэт Борис Вольский из повести «Дно залива»).
В книгах «Перед рассветом» и «Келломяки, колокольная гора» оставила воспоминания о своих друзьях, знакомых и коллегах: поэтессе и переводчице Татьяне Гнедич, переводчиках Ефиме Эткинде, Инне Шафаренко, Галине Островской, Мире Шерешевской, Сергее Петрове, Александре Андрес, Александре Щербакове, Альбе Шлейфер; писателях Майе Данини, Михаиле Чулаки, Сергее Снегове; музыковеде Софье Магит; композиторах Дмитрии Шостаковиче, Дмитрии Кабалевском, Стефании Заранек; дикторе Ленинградского радио Юрии Калганове; поэтах Евгении Винокурове, Викторе Сосноре, Льве Мочалове, Елене Рывиной; драматурге Валентине Левидовой; литературоведах Евгении Брандисе, Александре Нинове, Самуиле Лурье, Эмме Полоцкой, Викторе Мануйлове; вдове писателя-фантаста Ивана Ефремова Таисии Ефремовой (Юхневской).
Посвящала стихи современникам — поэту Игорю Озимову, детской писательнице и театроведу Кире Куликовой, писательницам Норе Яворской, Элле Фоняковой и Наталье Галкиной, поэтессам Раисе Вдовиной и Эдит Сёдергран, переводчику Владимиру Васильеву.

## Современники о Галине Усовой
- «Она стоит,
Скажу без лести,
Средь поэтесс
На третьем[11] месте.
Но что обиднее всего —
За нею нету никого…»[12][13], — Марат Тарасов; 1955
- «Стихи Галины Усовой в большинстве своём прекрасны, мужественны и взволнованны», — Ефим Эткинд; 1967
- «Я очень люблю глубокий и умный талант Галины Сергеевны Усовой», — Татьяна Гнедич; 1972
- «Галина Усова легко и изящно владеет формой — от сонета до верлибра — и всюду чувствует себя привольно и удобно. Она умеет быть душевно тонкой, даже смятенной, не теряя при этом поэтической точности, — ироничной в лирике и лиричной в иронии. И при этом её стихи умны — без дидактичности, без навязчивости», — Лев Куклин; 1979
- «Лирика Галины Усовой — ленинградская не только по месту обитания поэта, музы, но главное — по всему строю чувств, сдержанных, без надрыва, без крикливости и фальши», — Наталья Банк, литературный критик; 1986
- «Она шутила про Акимова, цитировала Грильпарцера и Байрона и, как я понял, свободно говорит на английском, знает французский. Стало очевидно, что за оболочкой неприметной убого одетой старушки — жутко интересный человек, очень образованный, умный, живой», — Евгений Авраменко, театральный критик; 2020
- «На улице было холодно, а у Галины Сергеевны тепло, и она подарила всей съемочной группе свои книги. Я помню, что комната была маленькая, у окна стоял стол, очень много полок с книгами и фотографий»[10], — Ирина Гришина, кинорежиссёр, автор фильма[14] о Галине Усовой; 2020

Усова неоднократно упоминается в «Письмах о русской поэзии и живописи» в главе «Роман с теткой Танькой, или Памяти памятной доски тетки Таньки Гнедич, моей духовной матери», которую Усовой, среди прочих, посвятил русский поэт и эссеист Константин Кузьминский.

## Семья
Усова — дочь учёного-электротехника Сергея Васильевича Усова и учёного-филолога Эсфири Литвин. Брат — доктор наук, профессор Владимир Сергеевич Усов. Усова — двоюродная племянница (со стороны матери) переводчицы и редактора переводов с испанского Альбы Беновны (Борисовны) Шлейфер и (со стороны отца) учёного-электротехника, автора пособий по электронике и радиотехнике для высшей школы Владимира Батушева.
Муж — поэт и переводчик Василий Бетаки. В браке родились две дочери. Старшая, Татьяна, окончила библиотечный факультет Ленинградского государственного института культуры им. Н. К. Крупской, переводчик, живёт в Санкт-Петербурге. Младшая, Марина, живёт во Франции, там же живут трое её внуков — Денис, Матвей и Марианна.

## Переводы
- Перевод поэзии Англии и Ирландии: У. Блейк, П. Б. Шелли, У. Вордсворт, Р. Браунинг, Т. Мур, Дж. Р. Р. Толкин[18].
- Перевод американских поэтов: Э. По, К. Сэндберг, Л. Хьюз, Р. Фрост.
- Перевод народных песен и баллад Англии и Шотландии, в частности, стихи и песенки Матушки Гусыни (совместно с дочерью Т. В. Усовой).
- Перевод поэзии Австралии, в том числе творчество выдающегося австралийского поэта Генри Лоусона[18].
- Перевод прозаических книг, в том числе Э. С. Гарднера, а также научно-фантастические романы и рассказы Р. Хайнлайна, Ли Брэкетт, Роберта Говарда и других авторов.

## Основные работы

### Сборники стихов
- Литейный мост. — СПб, 1991.
- Глокая куздра. — СПб., 1997.
- Я из прошлого века. — СПб., 2012.
- Перевернутый мир — СПб., 2013 (1-я часть — стихи автора; 2-я — лимерики в переводе Г. Усовой).

### Переводные поэтические книги
- «Берег Юмереллы[англ.]». Австралийские народные песни. — Л.: Лениздат, 1990.
- «Свобода в скитаниях». Стихи поэтов Австралии. — СПб.: Изд-во журнала «Звезда», 2001.
- «Свэгмен[англ.]». Стихотворения Генри Лоусона (Австралия). — СПб.: ДЕАН, 2004.
- «Говорящий сокол». Народные баллады Англии и Шотландии. — СПб.: ДЕАН, 2005.
- «Шотландская слава». Стихи Роберта Бернса и Вальтера Скотта. — СПб.: ДЕАН, 2006.
- «Дети Aнглии и славы». Стихи поэтов-романтиков Англии: У. Блэйка, Т. Мура, Дж. Г. Байрона, П. Б. Шелли. У. Вордсворта. — СПб.: ДЕАН, 2007.
- «Остров чудес». Стихи Р. Киплинга. — СПб.: ДЕАН, 2011.
- «Прогулка». Стихи и песенки Матушки Гусыни (совместно с Т. В. Усовой). — СПб.: ДЕАН, 2012.
- «Шильонский узник» и другие произведения Дж. Байрона. — СПб.: ДЕАН, 2012.
- «Где вьёт гнездо пеликан: поэзия Австралии XIX и XX веков. Сорок шесть австралийских поэтов в переводах Галины Усовой». — СПб.: ДЕАН, 2015.
- «Генри Лоусон. Моя страна и я. Книга стихотворений в переводах Галины Усовой». — СПб.: ДЕАН, 2015. 384 с. ISBN 978-5-93630-842-0

### Проза
- Первые шаги — Петрозаводск, 1961.
- Улица Серебристых тополей — Л.: Детгиз, 1985.
- Три пиалы — Алма-Ата: Жалын, 1990.
- И Байрона в соавторы возьму. — СПб.: ДЕАН, 2003.
- Я возмужал среди печальных бурь. — СПб.: ДЕАН, 2008.
- Опасный лорд. — СПб.: ДЕАН, 2009.
- Повесть о первой ненависти. — СПб.: ДЕАН, 2014.

### Книги воспоминаний
- Перед рассветом — СПб.: ДЕАН, 2015.
- Келломяки, колокольная гора — СПб.: ДЕАН, 2017.

### Статьи и очерки
- Мальчик с реки Миссисипи // Хочу всё знать. — Л., 1985. — С. 214—219.
- День рождения «Алисы» // Искорка. 1985. № 7.
- Мы встали плечом к плечу не для того, чтобы разрушать // Искорка. 1991. № 8. С. 25—28.
- Подвиг // Распятые. Писатели — жертвы политических репрессий. Авт.-сост. З. Дичаров. — СПб.: Северо-Запад, 1993. — 239 с. С. 154—167.
- «Как хорошо, что парк хотя бы цел», вступление к стихам Т. Г. Гнедич // Лицейская муза. 1997. № 1. С. 5—7.
- Сестра лицейских муз // Царскосельская муза. 1999. № 3. С. 27—30.
- Татьяна Григорьевна Гнедич. Штрихи к портрету // Всемирное слово, № 14, 2001 — С. 52—58.
- Гнедич, Татьяна Григорьевна // Русская литература XX века. Прозаики, поэты, драматурги: биобибл. словарь: в 3 т. / под ред. Н. Н. Скатова. — М.: Олма-пресс Инвест, 2005. — Т. 1. А—Ж. — 733 с. С. 505—508.
- Лютый, аки тигр // Рог Борея. 2010. № 40. С. 172—179.

### Редакторская работа
- The Warmest Memory. М.: Просвещение, 1979 (хрестоматия фантастических рассказов американских писателей для студентов I—II курсов педагогических институтов).
- История Англии: Тексты для чтения на английском языке. — В 2 т. — СПб.: Лань, 2001.
- Киплинг Редьярд. Песнь банджо — СПб.: ДЕАН, 2005.
- Гнедич Т. Г. Страницы плена и страницы славы — СПб.: Genio Loci, 2008.